# Aszúbeszterce
Aszúbeszterce (románul Dorolea) szász település Romániában, Beszterce-Naszód megyében.

## Fekvése
Besztercétől keletre, Oroszborgó, Jád és Aldorf közt, a Kelemen-havasok északnyugati lábánál fekvő település.

## Története
Aszúbeszterce nevét 1332-ben említette először oklevél Arida Bystrica néven. A település a középkorban szabad szász falu volt.
1332-1335 között már egyházas hely volt, neve szerepelt a pápai tizedjegyzékben is: papja 1332-ben 1 lat, 1335-ben 1 garas pápai tizedet fizetett.
1453-ban Azyw-Besticie, 1587-ben Arida Bistrica, 1861-ben Aszú-Besztercze néven írták.
A 20. század elején Beszterce-Naszód vármegye Jádi járásához tartozott.
1910-ben 820 lakosa volt, ebből 538 német, 190 román, 83 cigány, 9 magyar volt, melyből 521 evangélikus, 270 görögkeleti ortodox, 13 római katolikus volt.

## Nevezetességek
- A falu szász építésű része (15.–216. házszámok) a romániai műemlékek listáján a BN-II-a-A-01649 sorszámon szerepel.[3]
- Evangélikus templom
- Ortodox templom